# Jordan Botaka
Jordan Rolly Botaka (ur. 24 czerwca 1993 w Amsterdamie) – piłkarz z Demokratycznej Republiki Konga grający na pozycji prawego pomocnika. Od 2022 jest piłkarzem klubu Fortuna Sittard, do którego jest wypożyczony z KAA Gent.

## Kariera piłkarska
Swoją karierę piłkarską Botaka rozpoczynał w szkółkach piłkarskich takich klubów jak: RKVV Westlandia, ADO Den Haag, RSC Anderlecht, KSK Beveren i KSC Lokeren. Następnie podjął treningi w Club Brugge. W 2012 roku stał się członkiem pierwszego zespołu. W sezonie 2012/2013 trafił na wypożyczenie do CF Os Belenenses. Ani w Brugge, ani w Belenenses nie zaliczył debiutu.
W lipcu 2013 roku Botaka został zawodnikiem Excelsioru Rotterdam. W Excelsiorze zadebiutował 2 sierpnia 2013 roku w zremisowanym 2:2 domowym meczu z Helmond Sport. W sezonie 2013/2014 wywalczył z Excelsiorem awans z Eerste divisie do Eredivisie.
Latem 2015 roku Botaka został zawodnikiem Leeds United. Swój debiut w Leeds zaliczył 27 września 2015 w przegranym 0:3 wyjazdowym meczu z Middlesbrough.
W sierpniu 2016 roku Botakę wypożyczono z Leeds do Charltonu Athletic. W Charltonie zadebiutował 13 sierpnia 2016 w zremisowanym 1:1 domowym meczu z Northampton Town.
Latem 2017 Botaka przeszedł do Sint-Truidense VV. Swój debiut w nim zaliczył 30 lipca 2017 w wygranym 3:2 domowym meczu z KAA Gent. W Sint-Truidense spędził trzy sezony.
Latem 2020 Botaka został zawodnikiem KAA Gent. Swój debiut w nim zanotował 22 sierpnia 2020 w przegranym 0:1 wyjazdowym spotkaniu z Royalem Antwerp.
W styczniu 2021 Botaka został wypozyczony z Gent do Royalu Charleroi. Swój debiut w nim zaliczył 24 stycznia 2021 w przegranym 2:3 wyjazdowym spotkaniu ze Standardem Liège. W Charleroi grał przez pół roku.
W styczniu 2022 Botakę wypożyczono do Fortuny Sittard, w której zadebiutował 5 lutego 2022 w zwycięskim 2:0 domowym meczu z sc Heerenveen.
| Sezon   | Klub                | Kraj       | Rozgrywki      | Mecze | Gole |
| ------- | ------------------- | ---------- | -------------- | ----- | ---- |
| 2012/13 | Club Brugge         | Belgia     | Eerste klasse  | 0     | 0    |
| 2012/13 | CF Os Belenenses    | Portugalia | Segunda Liga   | 0     | 0    |
| 2013/14 | Excelsior Rotterdam | Holandia   | Eerste divisie | 36    | 10   |
| 2014/15 | Excelsior Rotterdam | Holandia   | Eredivisie     | 33    | 1    |
| 2015/16 | Excelsior Rotterdam | Holandia   | Eredivisie     | 4     | 0    |
| 2015/16 | Leeds United        | Anglia     | Championship   | 13    | 0    |
| 2016/17 | Charlton Athletic   | Anglia     | League One     | 26    | 2    |
| 2017/18 | Sint-Truidense VV   | Belgia     | Eerste klasse  | 35    | 4    |
| 2018/19 | Sint-Truidense VV   | Belgia     | Eerste klasse  | 40    | 9    |
| 2019/20 | Sint-Truidense VV   | Belgia     | Eerste klasse  | 28    | 3    |
| 2020/21 | KAA Gent            | Belgia     | Eerste klasse  | 8     | 0    |
| 2020/21 | Royal Charleroi     | Belgia     | Eerste klasse  | 10    | 0    |
| 2021/22 | KAA Gent            | Belgia     | Eerste klasse  | 0     | 0    |

## Kariera reprezentacyjna
Botaka grał w reprezentacji Holandii U-19. W reprezentacji Demokratycznej Republiki Konga zadebiutował 28 marca 2015 roku w przegranym 1:2 towarzyskim meczu z Irakiem. W 2017 roku został powołany do kadry na Puchar Narodów Afryki 2017.